# Stanisław Burhardt-Bukacki

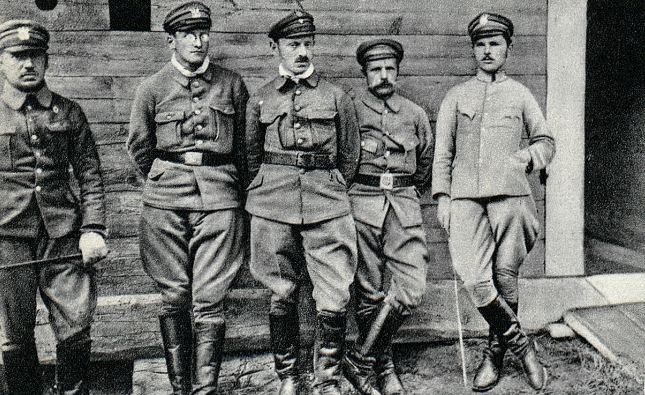
Stanisław Burhardt-Bukacki (drugi od lewej) z oficerami Komendy 5 pułku piechoty LP

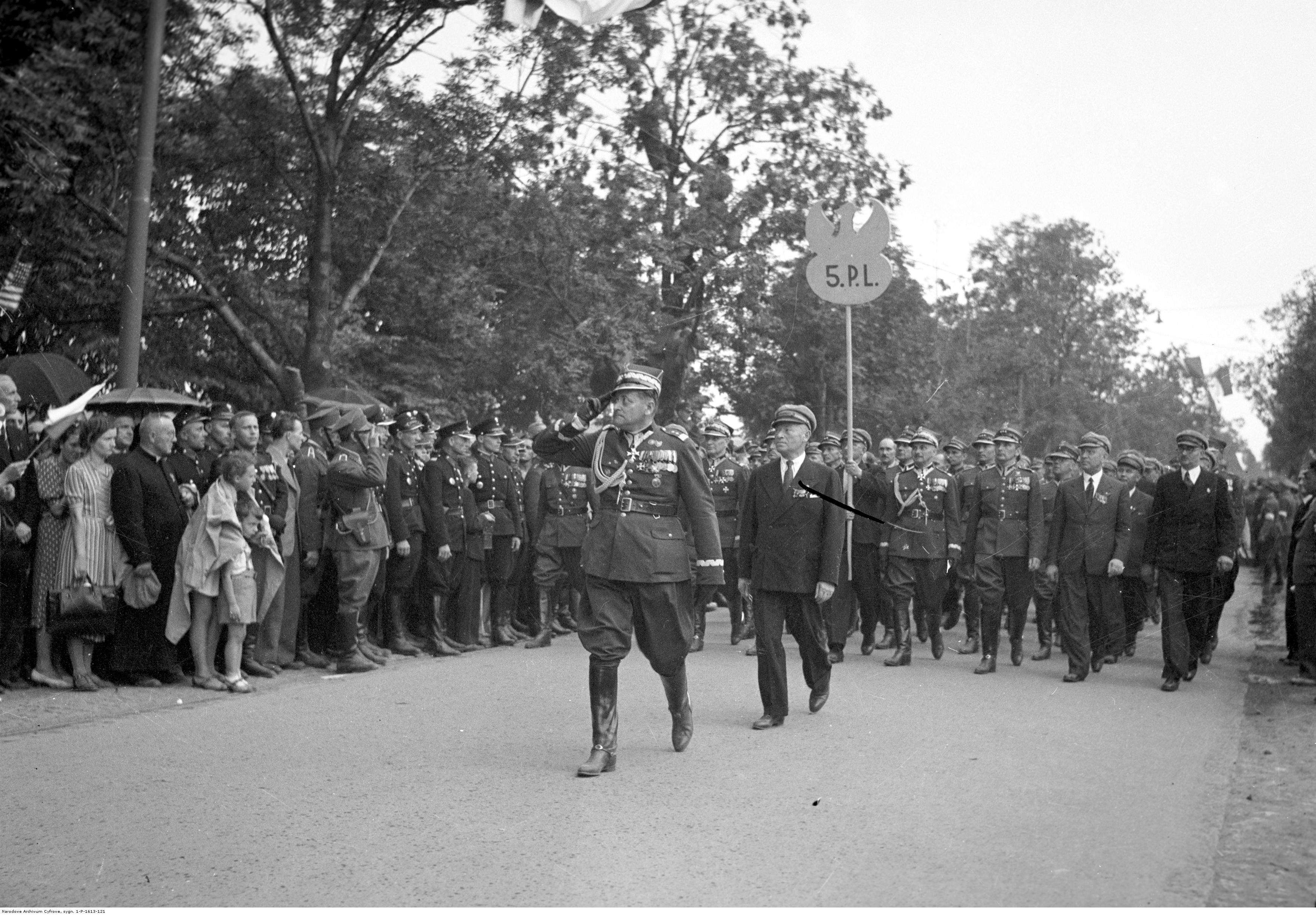
Generał Burchardt-Bukacki maszeruje na czele kolumny byłych żołnierzy 5 pp LP

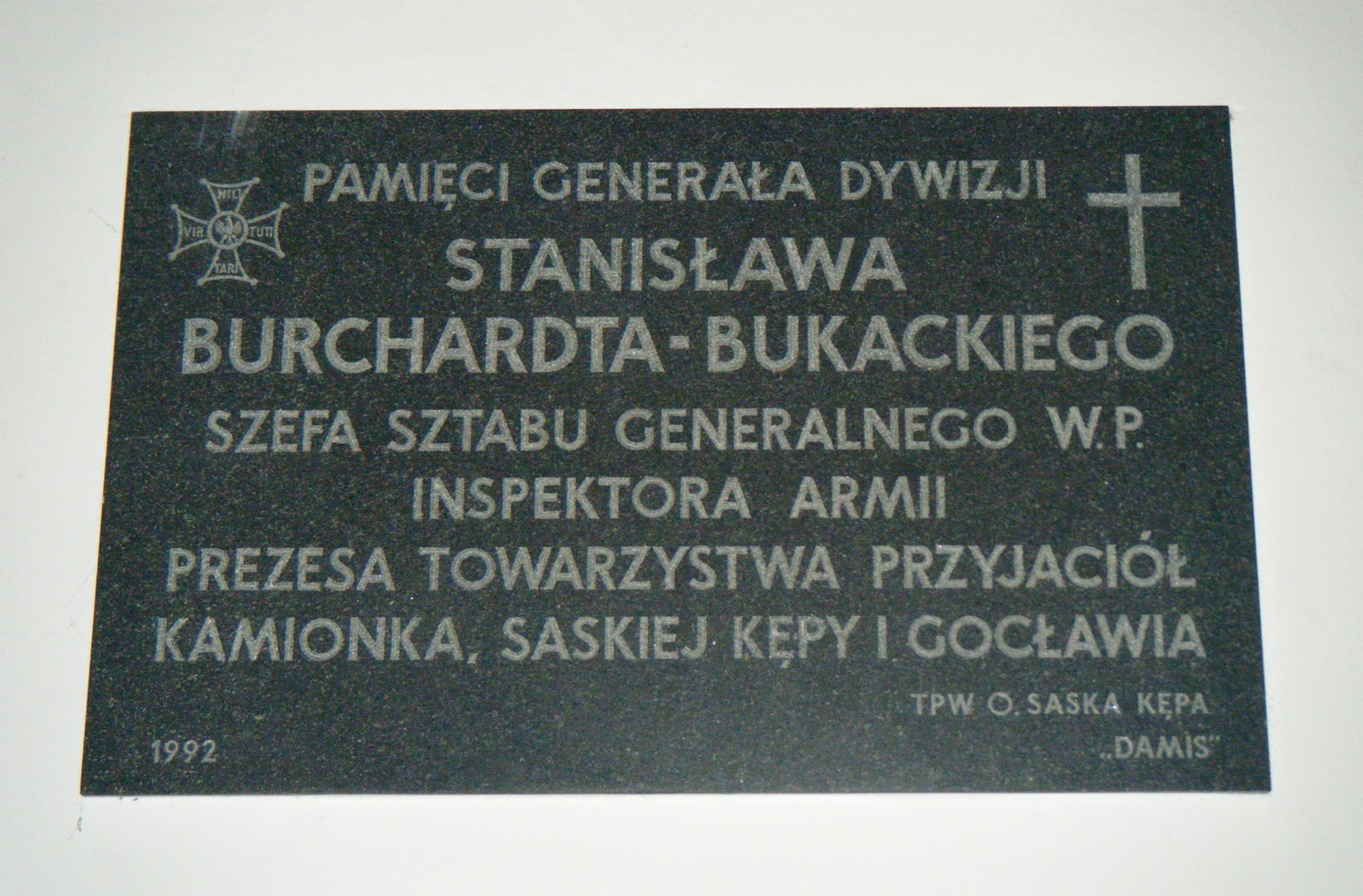
Tablica pamiątkowa w kościele parafialnym na Saskiej Kępie

Stanisław Seweryn Burhardt-Bukacki vel Burhardt, ps. „Bukacki” (ur. 8 stycznia 1890 w Cannes, zm. 6 czerwca 1942 w Edynburgu) – generał dywizji Wojska Polskiego, działacz niepodległościowy, kawaler Orderu Virtuti Militari.

## Życiorys
Urodził się 8 stycznia 1890 w Cannes we Francji, w rodzinie Jana Kazimierza, obywatela ziemskiego, powstańca styczniowego, i Salomei Otylli z Dąbkowskich. Był wnukiem powstańca listopadowego. Uczęszczał do ośmioklasowego Gimnazjum Filologicznego Gustawa Kośmińskiego w Częstochowie, w którym zdał maturę. W gimnazjum należał do „Sokoła”. W 1910 rozpoczął studia na Wydziale Architektury Szkoły Politechnicznej we Lwowie. W tym samym roku wstąpił do Związku Strzeleckiego. 1 listopada 1910 przeszedł do Polskich Drużyn Strzeleckich. W PDS pełnił funkcje referenta sztabu Okręgu I we Lwowie, a następnie komendanta Okręgu III w Warszawie. W 1913 został mianowany podchorążym PDS.
Po wybuchu I wojny światowej w Legionach. Dowódca II plutonu I kompanii kadrowej. Służył w 1 i 5 pułku piechoty dowodząc kompanią, batalionem i pułkiem. Na stopień podporucznika został mianowany rozkazem Komendy Legionów Polskich nr 20 z 27 września 1914, a następnie rozkazem Józefa Piłsudskiego wydanym 9 października tego roku w Jakubowicach. Rozporządzeniem Naczelnej Komendy Armii z 5 marca 1915 został zatwierdzony komendantem I batalionu w randze kapitana z dniem 1 stycznia 1915. Rozporządzeniem Naczelnej Komendy Armii został mianowany majorem z dniem 1 kwietnia 1916. 13 czerwca 1917 został przydzielony do sztabu generała Hansa Hartwiga von Beselera na stanowisko adiutanta „celem obznajomienia z pracą”. 16 lipca 1917, w czasie kryzysu przysięgowego, został zwolniony z Legionów Polskich i 23 lipca internowany w Beniaminowie.
15 października 1918, po zwolnieniu z internowania, został mianowany komendantem POW terenów okupowanych przez armię austriacką. 3 listopada 1918 został przyjęty przez Radę Regencyjną do Wojska Polskiego z zatwierdzeniem posiadanego stopnia majora. 6 listopada w Lublinie został szefem sztabu generała majora Edwarda Śmigłego-Rydza, jako ministra wojny w Tymczasowym Rządzie Ludowym Republiki Polskiej. 10 listopada został awansowany na podpułkownika. 16 listopada wyznaczony został na stanowisko szefa sztabu Dowództwa Okręgu Generalnego „Lublin”. Tydzień później przeniesiony został do Warszawy na takie samo stanowisko w Dowództwie Okręgu Generalnego „Warszawa”. 17 grudnia 1918 został przyjęty do Wojska Polskiego przez Naczelnego Wodza Józefa Piłsudskiego z zatwierdzeniem awansu na podpułkownika ogłoszonego w rozkazie generała majora Śmigły-Rydza. 12 kwietnia 1919 został zaliczony do korpusu oficerów Sztabu Generalnego. 12 września 1919 powierzono mu dodatkowo funkcję przewodniczącego Komisji Weryfikacyjnej dla grupy oficerów byłych Legionów Polskich, a 25 września tego roku członka Oficerskiego Trybunału Orzekającego. Od 15 do 30 października 1919 był słuchaczem Centrum Studiów Artyleryjskich dla wyższych oficerów dysponujących artylerią. 22 maja 1920 został zatwierdzony z dniem 1 kwietnia 1920 w stopniu pułkownika piechoty, w grupie oficerów byłych Legionów Polskich. 27 maja został odkomenderowany do Armii Rezerwowej na stanowisko szefa sztabu. 20 czerwca, po likwidacji Armii Rezerwowej, wrócił do DOGen. Warszawa na stanowisko szefa sztabu. 23 czerwca „został na przeciąg trzech miesięcy oddany do dyspozycji Naczelnego Dowództwa celem objęcia komendy nad 8 Dywizją Piechoty względnie 1 Dywizją Rezerwową”. Ostatecznie 7 lipca objął dowództwo 8 Dywizji Piechoty, a 22 lipca dowództwo grupy własnego imienia, złożonej z 8 i 10 Dywizji Piechoty. Następnie dowodził grupą operacyjną w 6 Armii na froncie ukraińskim. Rozkazem L. 9650/V pf Dowództwa 6 Armii z 19 października 1920 został odznaczony Orderem Virtuti Militari.
2 lutego 1921 został odkomenderowany na III kurs informacyjny dla oficerów Sztabu Generalnego. 5 marca tego roku został wyznaczony na stanowisko kierownika Centrum Wyszkolenia przy Dowództwie Okręgu Generalnego Warszawa. 15 lipca został mianowany dowódcą 8 Dywizji Piechoty. Od 25 września dowodził 8 Dywizją Piechoty w Modlinie. 8 października 1921 został zwolniony z obowiązków członka OTO. 3 maja 1922 został zweryfikowany w stopniu pułkownika ze starszeństwem od 1 czerwca 1919 i 10. lokatą w korpusie oficerów piechoty. 17 stycznia 1923 minister spraw wojskowych „przyznał mu pełne kwalifikacje do pełnienia służby na stanowiskach Sztabu Generalnego”. 14 listopada 1923 został odkomenderowany do Centrum Wyższych Studiów Wojskowych w Warszawie, w charakterze słuchacza I kursu. 31 marca 1924 prezydent RP nadał mu stopień generała brygady ze starszeństwem z dnia 1 lipca 1923 i 5. lokatą w korpusie generałów. 31 grudnia 1925 został mianowany szefem Oddziału III Sztabu Generalnego.
W czasie przewrotu majowego 1926 roku był szefem sztabu gen. Gustawa Orlicz-Dreszera, dowódcy wojsk wiernych Józefowi Piłsudskiemu. Do czerwca 1926 roku pełnił obowiązki szefa Sztabu Generalnego. 19 czerwca prezydent RP mianował go II wiceministrem spraw wojskowych. 20 sierpnia został zwolniony z zajmowanego stanowiska. 14 października 1926 został wyznaczony na stanowisko generała do prac przy Generalnym Inspektorze Sił Zbrojnych z siedzibą w Wilnie. Z dniem 1 lipca 1928 został przeniesiony służbowo do Generalnego Inspektora Sił Zbrojnych w Warszawie z zachowaniem dotychczasowego stanowiska. W lutym 1932 był polskim delegatem do komisji: lądowej, powietrznej morskiej, na konferencji rozbrojeniowej w Genewie. W 1933 został II zastępcą szefa Sztabu Głównego. 22 grudnia 1935 prezydent RP mianował go inspektorem armii. Na stopień generała dywizji został awansowany ze starszeństwem z 1 stycznia 1936 i 1. lokatą w korpusie generałów.
27 sierpnia 1939 przeprowadził inspekcję mobilizacji 18 i 41 Dywizji Piechoty. Następnego dnia o godz. 13.00 zameldował się u marszałka Edwarda Śmigłego-Rydza, który wyznaczył go na szefa Misji Wojskowej przy Naczelnym Dowództwie Sprzymierzonych. Tego samego dnia był zmuszony nauczyć się na pamięć tekstu umowy udostępnionej mu przez pułkownika Jaklicza, „ponieważ sztab miał tylko jeden egzemplarz” i nie mógł robić notatek. 1 września około godz. 13.30 został przyjęty przez Naczelnego Wodza, który miał mu oświadczyć, że „jego jedynym żądaniem pomoc lotnicza natychmiast i wypełnienie warunków umowy co do rozpoczęcia działań na froncie francuskim”. 3 września o godz. 11.30 wyjechał na czele misji samochodami do Wilna. Następnego dnia samolotem Lockheed L-14 Super Electra, należącym do Polskich Linii Lotniczych LOT, dotarł do Sztokholmu z międzylądowaniem w Rydze, Tallinie i w Helsinkach. 5 września o godz. 21.00 wyjechał koleją do Oslo, do którego przybył następnego dnia rano. Godzinę później wyjechał koleją do Bergen. 6 września o godz. 21.00 przybył do Bergen skąd samochodami wyjechał do Haugesund. 7 września o godz. 5.00 przybył do Haugesund. Po śniadaniu wypłynął z portu kutrem rybackim. W fiordzie przesiadł się na pokład brytyjskiego niszczyciela. O godz. 17.00 przypłynął do Wick w północnej Szkocji, skąd autobusem wyjechał do Inverness na pociąg do Londynu. 8 września o godz. 17.00 przybył do Londynu, a następnego dnia o godz. 22.00 przypłynął do Hawru. Noc spędził w wagonie pociągu z powodu braku miejsc w hotelach. 10 września o godz. 10.30 przybył do Paryża. Tego samego dnia o godz. 16.00 zameldował się u generała Maurice Gamelin w École Superieure de Guerre. 13 września na spotkaniu z generałem Henri Dentz, oficerem łącznikowym do Misji Sprzymierzonych wręczył mu „memoriał o konieczności pomocy lotniczej przez rozpoczęcie bombardowania Niemiec”. Dwa dni później otrzymał „zupełnie wykrętną” odpowiedź na swój memoriał. 27 września „otrzymał od marszałka Śmigłego nominację na dowódcę Armii Polskiej we Francji, ale wobec przyjazdu generała Sikorskiego zameldował się do jego dyspozycji, oddając dowództwo”.
Po ewakuacji Wojska Polskiego z Francji od czerwca do sierpnia 1940 był dowódcą Obozów i Oddziałów WP w Szkocji. Wskutek konfliktu z generałami Paszkiewiczem i Modelskim usunięty ze stanowiska. Zmarł 6 czerwca 1942 w Edynburgu. Został pochowany na tamtejszym Corstophine Hill Cemetery.

## Życie prywatne
23 stycznia 1919 w kościele Świętego Jana w Lublinie generał Burhardt-Bukacki zawarł związek małżeński z Jadwigą Salkowską, z którą miał córkę Joannę (ur. 1920). 28 lipca 1928 zmienił wyznanie rzymskokatolickie na ewangelicko-reformowane. 31 grudnia 1928 konsystorz wileński ewangelicko-reformowany wydał wyrok uznający związek generała z Jadwigą Salkowską za „rozwiązany przez rozwód z prawem obu stron w razie życzenia zawierania nowych związków małżeńskich” oraz pozostawiający córkę przy matce na jej wychowanie z jednoczesnym zobowiązaniem ojca do utrzymywania dziecka aż do osiągnięcia pełnoletności. Jadwiga Salkowska następnie poślubiła Józefa Becka, natomiast Stanisław Burhardt-Bukacki 27 października 1929 w kościele ewangelicko-reformowanym w Wilnie ożenił się z Matyldą Luizą Milli Ireną z Szulców Kwiatkowską, wyznania ewangelicko-reformowanego, rozwiedzioną.

## Ordery i odznaczenia
- Krzyż Srebrny Orderu Wojskowego Virtuti Militari nr 2536[49] – 26 marca 1921[50]
- Krzyż Komandorski Orderu Odrodzenia Polski – 9 listopada 1926 „za wybitne zasługi na polu organizacji armji i wyszkolenia żołnierza”[51][52]
- Krzyż Niepodległości – 20 stycznia 1931 „za pracę w dziele odzyskania niepodległości”[53][54]
- Krzyż Oficerski Orderu Odrodzenia Polski – 2 maja 1923[55][56][57]
- Krzyż Walecznych po raz pierwszy, drugi i trzeci – 15 marca 1923 „za czyny orężne w bojach byłego 1 pp Leg.”[58]
- Krzyż Walecznych po raz pierwszy nr 33314[59] – 1921 „za męstwo i osobistą odwagę okazane w walce z nieprzyjacielem w obronie Ojczyzny”[60]
- Złoty Krzyż Zasługi po raz drugi – 10 czerwca 1939 „za zasługi na polu pracy społecznej”[61]
- Złoty Krzyż Zasługi po raz pierwszy – 17 marca 1930 „za zasługi na polu organizacji i wyszkolenia wojska”[62][63]
- Medal Pamiątkowy za Wojnę 1918–1921[64]
- Medal Dziesięciolecia Odzyskanej Niepodległości[64]
- Znak oficerski „Parasol”
- Odznaka „Za wierną służbę”
- Odznaka Pamiątkowa „Pierwszej Kadrowej”[65]
- Odznaka Pamiątkowa Więźniów Ideowych nr 607 – 1930[66]
- Odznaka Pamiątkowa Generalnego Inspektora Sił Zbrojnych – 12 maja 1936
- Krzyż Komandorski z Gwiazdą Orderu Korony Rumunii – 4 grudnia 1923[67]
- Krzyż Komandorski z Gwiazdą jugosłowiańskiego Orderu Świętego Sawy – 24 czerwca 1929[68]
- Krzyż Komandorski francuskiego Orderu Legii Honorowej – 10 lutego 1928[69]
- Krzyż Kawalerski francuskiego Orderu Legii Honorowej – 12 lutego 1922[70]
- austro-węgierski Krzyż Zasługi Wojskowej 3 klasy – 25 września 1915 „za dzielne dowództwo w bitwie pod Łowczówkiem”[6]
- pruski Krzyż Żelazny II klasy – 1916[71][72][73]

28 lutego 1938 Komitet Krzyża i Medalu Niepodległości ponownie rozpatrzył wniosek, lecz Krzyża Niepodległości z Mieczami nie przyznał.